# Pseudoperonospora cubensis

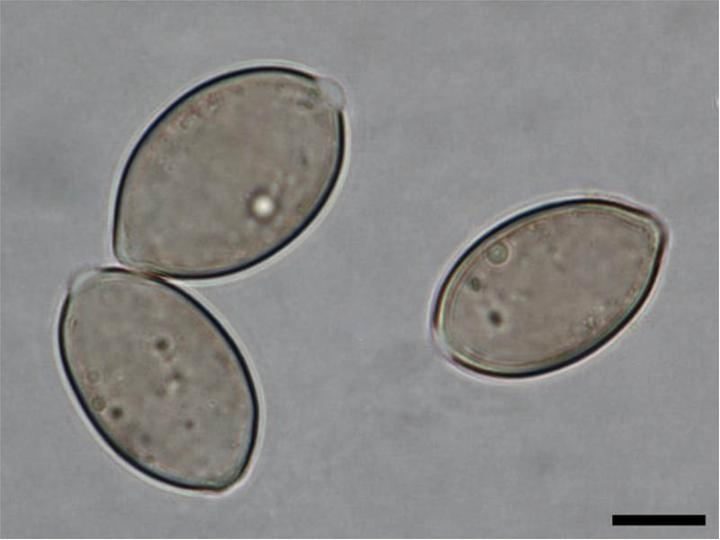
Zarodniki sporangialne

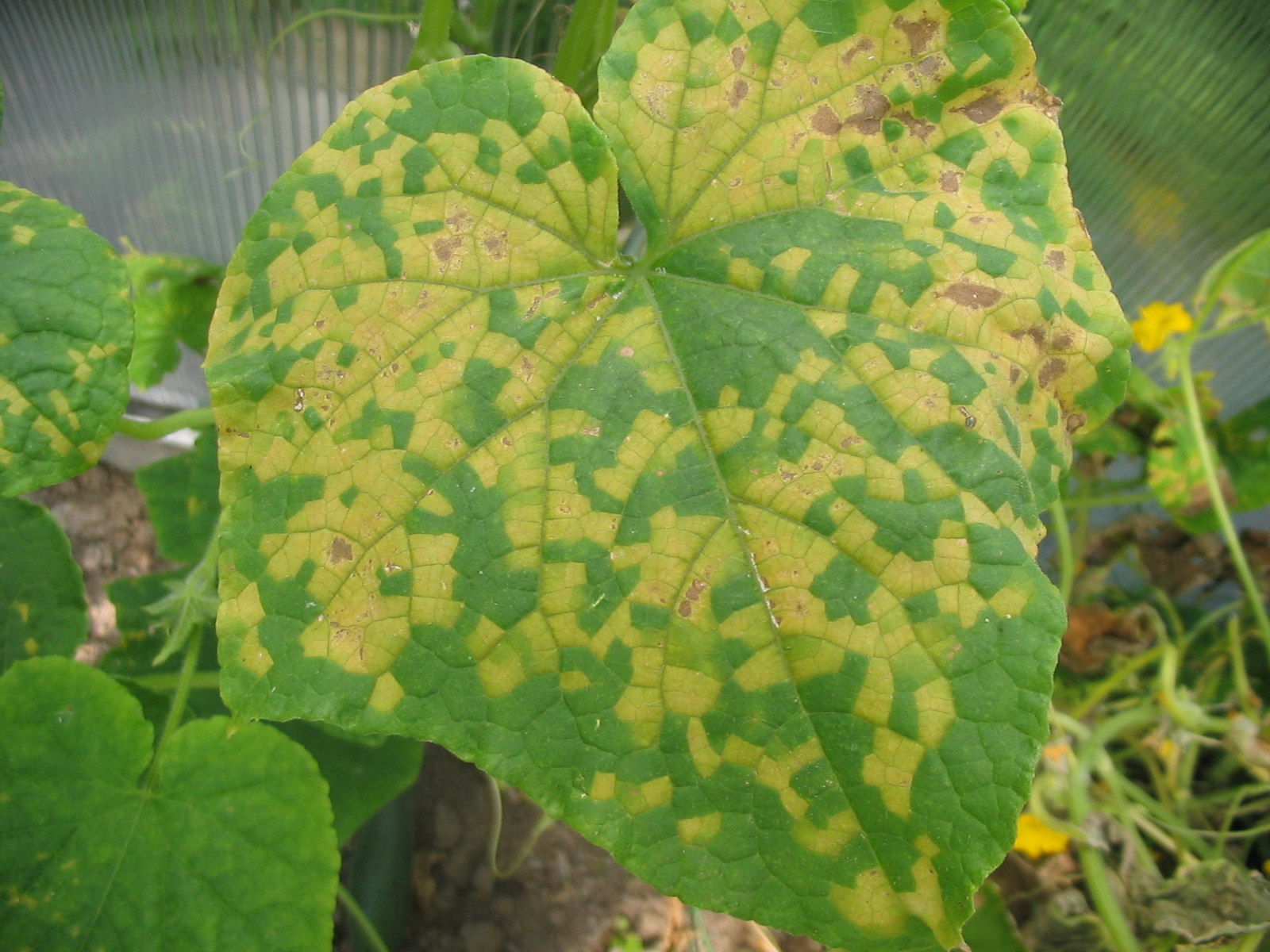
Objawy choroby na górnej stronie liścia ogórka

Pseudoperonospora cubensis (Berk. & M.A. Curtis) Rostovzev – gatunek organizmów należący do grzybopodobnych lęgniowców. Wywołuje choroby o nazwie mączniak rzekomy dyniowatych i mączniak rzekomy chmielu.

## Systematyka i nazewnictwo
Pozycja w klasyfikacji według Index Fungorum:  Pseudoperonospora, Peronosporaceae, Peronosporales, Peronosporidae, Peronosporea, Incertae sedis, Oomycota, Chromista.
Po raz pierwszy takson ten zdiagnozowali w 1868 r.  M.J. Berkeley i M.A. Curtis nadając mu nazwę Pseudoperonospora cubensis. Obecną, uznaną przez Index Fungorum nazwę nadał mu w 1903 r. S.I. Rostovzev, przenosząc go do rodzaju Pseudoperonospora. 
Synonimy:
- Peronoplasmopara cubensis (Berk. & M.A. Curtis) G.P. Clinton 1905
- Peronoplasmopara humuli Miyabe & Takah. 1905
- Peronospora atra Zimm. 1902
- Peronospora cubensis Berk. & M.A. Curtis 1868
- Peronospora humuli (Miyabe & Takah.) Skalický 1966
- Plasmopara cubensis (Berk. & M.A. Curtis) Humphrey 1891
- Plasmopara cubensis var. atra (Zimm.) Sacc. & D. Sacc. 1905
- Plasmopara cubensis (Berk. & M.A. Curtis) Humphrey 1891 var. cubensis
- Plasmopara cubensis var. tweriensis (Rostovzev) Sacc. & D. Sacc. 1905
- Plasmopara humuli (Miyabe & Takah.) Sacc. 1912
- Pseudoperonospora celtidis var. humul Davis 1910
- Pseudoperonospora cubensis (Berk. & M.A. Curtis) Rostovzev 1903 ar. cubensis
- Pseudoperonospora cubensis var. tweriensis Rostovzev 1903
- Pseudoperonospora humuli (Miyabe & Takah.) G.W. Wilson 1914
- Pseudoperonospora tweriensis Rostovzev 1903

## Morfologia i rozwój
Na dolnej stronie liści zainfekowanej rośliny pojawia się fioletowoczarny nalot. Są to sporangiofory i powstające w nich zarodniki sporangialne. Mają owalny lub eliptyczny kształt i rozmiar 20–35 × 15–25 μm. Przenoszone przez wiatr lub krople wody dokonują infekcji wtórnej. Wyrastające z nich strzępki wrastają do tkanek rośliny przez szparki oddechowe. Rozwój grzyba odbywa się bardzo szybko; w sprzyjających warunkach już po 5–7 dniach od infekcji wytwarzane są zarodniki. W jednym sezonie wegetacyjnym P. cubensis wytwarza wiele generacji zarodników.
W sprzyjających warunkach (obecność wody) zarodniki te przekształcają się w zarodnie pływkowe zawierające 5–15 pływek. Pływki mają średnicę 8–12 μm i posiada dwie wici. Po zapłodnieniu powstają z nich w tkankach zainfekowanych roślin oospory o diploidalnej liczbie chromosomów i średnicy 30–43 μm. Pełnią funkcje przetrwalników, występują jednak bardzo rzadko.
Charakterystyczną cechą budowy morfologicznej P. cubensis są rozgałęzione trzonki sporangialne z zarodniami pływkowymi osadzonymi na końcach rozgałęzień. Budowa trzonków i sporangiów jest głównym kryterium identyfikacji rodzajów.

## Występowanie i siedlisko
Opisano występowanie tego gatunku w Ameryce Północnej, Europie, Azji, Oceanii, Australii, Rosji, Nowej Zelandii i na wyspie Tonga. 
Pasożyt obligatoryjny atakujący rośliny z rodziny dyniowatych. W Polsce atakuje ogórka siewnego (Cucumis sativus) i dynię zwyczajną (Cucurbita pepo). W wyniku nowych badań filogenetycznych uznano, że pasożytujący na chmielu zwyczajnym (Humulus lupulus), chmielu japońskim (Humulus japonicus) i niektórych gatunkach pokrzyw (Urtica) gatunek Pseudoperonospora humuli jest identyczny z P. cubensis i został jego synonimem. Tak więc liczba żywicieli P. cubensis uległa rozszerzeniu o te gatunki roślin.